# Sweet Dreams (Beyoncé)
Sweet Dreams è un singolo della cantante statunitense Beyoncé, pubblicato il 2 giugno 2009 come sesto estratto dal terzo album in studio I Am... Sasha Fierce.

## Descrizione
Sweet Dreams, inizialmente intitolato Beautiful Nightmare, è stato scritto e prodotto da Beyoncé Knowles, James Scheffer, Wayne Wilkins e Rico Love. Musicalmente il brano presenta elementi elettropop, con l'incorporazione elementi di sonorità rock e funk.

## Registrazione
Scheffer, Wilkins e Love hanno realizzato la demo della canzone in un'ora ai South Beat Studios di Miami Beach, in Florida, attendendo l'arrivo di Beyoncé bloccata in aereo per una tempesta che non ne permetteva l'atterraggio. Arrivata in studio la cantante avrebbe avuto 15 minuti peri registrare la canzone, poiché si doveva partecipare al concerto di apertura del tour del marito Jay-Z e Mary J. Blige. Beyoncé decise di registrarla ugualmente, decidendo di mantenere le voci di sottofondo di Love nell'hook. Rico Love ha raccontato il processo di scrittura e registrazione del brano:
assistente e ha detto: "Quanto tempo abbiamo?", le ha risposto: "Abbiamo solo 30 minuti, è a dieci minuti, ma ci vorranno 15 minuti per arrivare". [...] [Beyocé] entrò nella cabina e registrò Sweet dreams in 15 minuti, l'intera canzone in 15 minuti; Io rimasi calmo per concentrarmi, ma ha inciso l'intera canzone in soli 15 minuti! [...] Se si ascoltano attentamente i sottofondi vocali li sto cantando tutti io, lei non ha avuto il tempo di registrarli, così invece di
(Rico Love)

## Pubblicazione e promozione

### Divulgazione non concensuale diBeautiful Nightmare
Sweet Dreams è stata diffusa con il suo titolo originale [Beautiful Nightmare] il giorno successivo alla registrazione, nel marzo 2008, otto mesi prima dell'uscita dell'album. È stata la prima volta che una canzone di Beyoncé venisse diffusa prima della sua inclusione in un album di prossima uscita. L'artista ha risposto alla fuga di notizie sul suo sito web ufficiale, ringraziando i suoi fan per la risposta positiva alla canzone, prima di chiarire che si trattava solo di un lavoro in corso e che non intendeva pubblicare nuovo materiale nel prossimo futuro. A proposito della fuga di notizie, Love ha dichiarato a MTV News:
(Rico Love)

### Pubblicazione ufficiale diSweet Dreams
Il brano è stato pubblicato come sesto estratto dall'album I Am... Sasha Fierce per il mercato nordamericano e come quarto messo in commercio nel mercato internazionale.

## Video musicale
Il videoclip di Sweet Dreams è stato presentato in anteprima su YouTube il 9 luglio 2009. Il video è stato diretto da Adria Petty per «la sua intelligenza e per i suoi bellissimi riferimenti visivi». Settimo video realizzato dell'album, è il secondo ad essere completamente a colori dopo Halo. La coreografia, eseguita da Beyoncè con le due ballerine Saidah Nairobi e Ashley Everett, è stata preparata a Los Angeles, mentre il video è stato girato in uno studio di Brooklyn, a New York. Beyoncé ha raccontato il significato del video e il processo di registrazione:
(Beyoncé)
Nel video, l'alterego della cantante, Sasha Fierce, è simboleggiata dal costume robotico dorato che indossa nelle scene finali del video. Il costume stato disegnata dallo stilista francese Thierry Mugler.

## Tracce
Australian single
1. Sweet Dreams - 3:27
2. Sweet Dreams (Steve Pitron & Max Sanna Remix) [Radio Edit] - 3:35
3. Sweet Dreams (Remix) (Feat. Jers)

EU single EP 1
1. Sweet Dreams (Medicin Club Remix) - 6:18
2. Sweet Dreams (Groove Police Club Remix) - 7:05
3. Sweet Dreams (Ok Dac Club Remix) - 5:11
4. Sweet Dreams (DJ Escape & Tony Coluccio Club Remix) - 8:39
5. Sweet Dreams (Maurice's NuSoul Club Remix) - 7:09
6. Sweet Dreams - 3:27

EU single EP 2
1. Sweet Dreams (Dave Spoon Remix) - 7:07
2. Sweet Dreams (Steve Pitron & Max Sanna Remix - Radio Edit) - 3:37
3. Sweet Dreams (Steve Pitron & Max Sanna Club Remix) - 7:38
4. Sweet Dreams (Oli Collins & Fred Portelli Remix) - 5:38
5. Sweet Dreams - 3:28

Germany digital download EP
1. Sweet Dreams - 3:29
2. Sweet Dreams (Groove Police Remix - Radio Edit) - 3:10
3. Ego - 3:57
4. Ego (Remix) feat. Kanye West - 4:43
5. Sweet Dreams (Video) - 4:00
6. Ego (Remix) feat. Kanye West (Video) - 4:52

Ego/Sweet Dreams Singles & Dance Mixes
1. Ego - 3:57
2. Ego (DJ Escape & Johnny Vicious Club Remix) - 8:22
3. Ego (Slang Big Ego Club Remix) - 6:18
4. Sweet Dreams - 3:29
5. Sweet Dreams (OK DAC Club Remix) - 5:14
6. Sweet Dreams (Karmatronic Club Remix) - 6:36

## Classifiche

### Classifiche settimanali
| Classifica (2009-2010) | Posizione più alta |
| ---------------------- | ------------------ |
| Australia              | 2                  |
| Austria                | 17                 |
| Belgio (Fiandre)       | 24                 |
| Canada                 | 17                 |
| Danimarca              | 16                 |
| Europa                 | 7                  |
| Irlanda                | 4                  |
| Italia                 | 19                 |
| Germania               | 8                  |
| Giappone               | 30                 |
| Grecia                 | 5                  |
| Norvegia               | 6                  |
| Nuova Zelanda          | 1                  |
| Portogallo             | 5                  |
| Paesi Bassi            | 26                 |
| Polonia                | 1                  |
| Regno Unito            | 5                  |
| Repubblica Ceca        | 5                  |
| Romania                | 35                 |
| Russia                 | 19                 |
| Slovacchia             | 5                  |
| Spagna                 | 36                 |
| Stati Uniti            | 10                 |
| Svezia                 | 19                 |
| Svizzera               | 16                 |

### Classifiche di fine anno
| Classifica (2009) | Posizione più alta |
| ----------------- | ------------------ |
| Australia         | 23                 |
| Austria           | 64                 |
| Canada            | 82                 |
| Europa            | 86                 |
| Germania          | 40                 |
| Irlanda           | 45                 |
| Nuova Zelanda     | 9                  |
| Regno Unito       | 39                 |
| Stati Uniti       | 66                 |
| Svezia            | 65                 |
| Svizzera          | 90                 |

## Date di pubblicazione
| Paese       | Data           | Formati   |
| ----------- | -------------- | --------- |
| Stati Uniti | 2 giugno 2009  | Radio     |
| Australia   | 24 luglio 2009 | CD single |
| Regno Unito | 3 agosto 2009  | CD single |